# It's a Jersey Thing
It's a Jersey Thing is de negende aflevering van het veertiende seizoen van de geanimeerde televisieserie South Park, en de 209e aflevering van de hele serie. Deze werd voor het eerst uitgezonden in de Verenigde Staten op 13 oktober 2010 op Comedy Central.

## Verhaal
Sharon nodigt een familie afkomstig uit New Jersey uit om te komen dineren. De vrouw uit Jersey wordt al snel bijzonder onaangenaam en begint Sharon en haar vrienden uit te schelden. Ze verliest al haar zelfbeheersing en begint zelfs met stoelen te gooien. Kort daarop komen meer en meer mensen uit Jersey in South Park wonen en begint iedereen ze te hekelen. Randy roept een dorpsvergadering bijeen, waar hij zegt dat New Jersey het hele land probeert over te nemen en daar al in geslaagd is in het oosten van de Rocky Mountains. Heel Colorado loopt het gevaar te veranderen in "West Jersey". 
Intussen bekent Sheila dat ook zij afkomstig is van New Jersey, en dat ze ooit een berucht fuifbeest bijgenaamd "S-Woww Tittybang" was. Wanneer de andere gezinnen dit te horen krijgen, wordt Kyle door Cartman uit hun vriendengroep gegooid, omdat hij technisch gezien ook een Jersey is en dus door en door slecht is. Diezelfde nacht begint Kyle steeds meer Jersey-tekenen te vertonen en begint hij zijn jewfro-kapsel om te vormen tot een nieuw kapsel dat sterk gelijkt op dat van Paul D uit Jersey Shore. Ook Sheila neemt weer helemaal de Jersey-look aan. Ze vertelt aan haar zoon dat ze aan het begin van haar zwangerschap nog in New Jersey woonde en dat het dus bijna niet anders kan dan dat hij na verloop van tijd heel de levensstijl zal overnemen.
De inwoners van South Park proberen de Jerseys te verdrijven, maar moeten in een café opboksen tegen de seksverslaafde en monsterachtige Snooki. Na haar ontsnapping smeekt Randy gouverneur Arnold Schwarzenegger om hulp, maar tevergeefs. De wanhoop nabij, neemt Randy een videoboodschap op voor Osama bin Laden, om hulp van Al Qaida te vragen.
Terwijl de inwoners zichzelf beginnen bewapenen en de straten beginnen blokkeren om de Jersey-invasie af te remmen, wordt Kyle door Cartman naar een koelruimte gelokt, waar hij hem wil opsluiten zodat hij de Jerseys niet kan helpen. Wanneer Cartman de vriezer openmaakt, springt Snooki er plots uit en wordt hij door haar verkracht. Kyle verandert plots in een volwaardige guido, met gouden ringen en een halsketting. Hij noemt zichzelf "Kyley-B" en gaat Snooki zowel fysiek als verbaal te lijf, tot ze de benen neemt. 
Intussen komen de inwoners van South Park stilaan zonder munitie te zitten en beginnen de Jerseys de barricades te doorbreken. Plots komt er een vloot van zelfmoordpiloten van Al Qaida aangevlogen. Verschillende vliegtuigen storten neer op de grond en vrijwel alle Jerseys zijn meteen dood. De dorpelingen organiseren een viering voor bin Laden, waar hij plots wordt doodgeschoten door de Special Forces, waarop Randy vol vreugde "We got him!" uitroept.